# Тимофеев, Иван Иванович (Герой Социалистического Труда)
Иван Иванович Тимофеев (15 октября 1924 — 9 июля 1993) — передовик советской чёрной металлургии, бригадир прокатчиков Ступинского металлургического комбината Министерства авиационной промышленности СССР, Московская область, Герой Социалистического Труда (1971).

## Биография
Родился в 1924 году в деревне Аксинькино, ныне Ступинский городской округ, Московской области в русской семье. 
С 1940 по 1941 годы учащийся ремесленного училища. С 1941 по 1948 годы работал фрезеровщиком, вальцовщиком на комбинате №150 Наркомата авиационной промышленности СССР в городе Ступино Московской области.
С 1948 по 1982 годы прокатчик, а позже бригадир прокатчиков комбината №150, а ныне Ступинского металлургического комбината Министерства авиационной промышленности СССР. Бригада прокатчиков под его руководством добивалась значительных успехов.  
Указом Президиума Верховного Совета СССР от 26 апреля 1971 года (закрытым) за достижение высоких показателей в производстве Ивану Ивановичу Тимофееву присвоено звание Героя Социалистического Труда с вручением ордена Ленина и медали «Серп и Молот».
Продолжал свою трудовую деятельность на заводе. В 1982 году вышел на заслуженный отдых. 
Проживал в городе Ступино. Умер 9 июля 1993 года.

## Награды
За трудовые успехи был удостоен:
- золотая звезда «Серп и Молот» (26.04.1971)
- орден Ленина (26.04.1971)
- Медаль «За трудовое отличие»  (21.12.1957)
- другие медали.